# Llista d'autors catalans de literatura llatina medieval
Aquesta és una llista d'autors catalans que conrearen la literatura llatina a l'edat mitjana
| Índex A B C D E F G H I J K L M N O P Q R S T U V W X Y Z |

## A
- Andreu Alfonsello
- Antoni Amat
- Bernat Andor
- Francesc d'Arinyó
- Ramon Astruc de Cortielles
- Bartomeu Avaces
- Mossèn Azà

## B
- Pere Badia
- Bernat Boïl
- Domingo Bonfill
- Marc Bonfill
- Ramon Bosc
- Joan Bulons

## C
- Antoni Caixal
- Jaume Callís
- Gabriel Canyelles
- Pere Miquel Carbonell
- Gabriel Casafages
- Joan de Casanova
- Francesc de Casa-Saja
- Ferran Castillo
- Llucià Colomines

## D
- Pere Daguí
- Duoda

## F
- Joan Ramon Ferrer
- Arnau Fonolleda
- Guillem Fuster

## G
- Jaume Garcia
- Nadal Gàver
- Cristòfol de Gualbes
- Jaume Guitardes

## L
- Pere Joan Llobet
- Hug de Llupià i Bages

## M
- Felip de Malla
- Joan Marbres
- Joan Margarit i Pau
- Jaume Marquilles
- Nicolau Martí
- Miquel Massot
- Bartomeu Mates
- Pere Joan Matoses
- Tomàs Mieres
- Berenguer de Mont-ravà
- Cosme de Montserrat
- Guillem de Montserrat
- Guillem Morell

## O
- Jordi d'Ornós

## P
- Guillem Pabord
- Joan Pagès
- Joan de Palomar
- Jaume Pau
- Jeroni Pau
- Joan de Peralta
- Pere d'Arenys

## R
- Dalmau de Raset
- Jaume Ripoll o Joan Ripoll

## S
- Narcís de Santdionís
- Ramon Sibiuda
- Joan de Socarrats

## T
- Pere Terrassa
- Francesc Torner

## V
- Guillem de Vallseca
- Joan Vilar